# Finnsnes
Finnsnes je město v severním  Norsku v kraji Troms. Žije zde asi 4800 obyvatel. Tvoří bránu na druhý největší norský ostrov Senja, se kterým je spojeno mostem klenoucím se přes oceán. Město je správním střediskem Lenvik kommune.
Jelikož je město správním střediskem a jedním z větších měst v oblasti, nachází se zde obchody všeho druhu, pošta, zábavní centrum a přístaviště. Leteckou obsluhu zajišťuje letiště v Bardufossu, které je přibližně 50 km vzdálené. Centrum je z větší části nově vystavené a nedaleko se nachází malé umělé jezírko.